# Gran Premio de los Países Bajos de Motociclismo de 1973
El Gran Premio de los Países Bajos de Motociclismo de 1973 fue la séptima prueba de la temporada 1973 del Campeonato Mundial de Motociclismo. El Gran Premio se disputó el 23 de junio de 1973 en el Circuito de Assen.

## Resultados 500cc
Nuevo paseo para MV Agusta y el británico Phil Read se impuso con claridad pero no pudo estar acompañado en el podio por su compañero Giacomo Agostini se veía obligado a retirarse por problemas mecánicos tras establecer un nuevo récord al circuito. Segundo fue el neozelandés Kim Newcombe.
| Pos.    | Piloto              | Equipo          | Tiempo    | Pts. |
| ------- | ------------------- | --------------- | --------- | ---- |
| 1       | Phil Read           | MV Agusta       | 50' 34" 2 | 15   |
| 2       | Kim Newcombe        | König           | +42"      | 12   |
| 3       | Christian Bourgeois | Yamaha          | +1' 03" 2 | 10   |
| 4       | Wil Hartog          | Yamaha          | +1' 11" 2 | 8    |
| 5       | Jack Findlay        | Suzuki          |           | 6    |
| 6       | Werner Giger        | Yamaha          |           | 5    |
| 7       | Derek Chatterton    | Yamaha          |           | 4    |
| 8       | Billie Nelson       | Yamaha          |           | 3    |
| 9       | Eric Offenstadt     | SMAC-Kawasaki   |           | 2    |
| 10      | Georg Pohlmann      | Yamaha          |           | 1    |
| 11      | Kurt-Harald Florin  | König           |           |      |
| 12      | Jan Kostwinder      | Yamaha          | +1 Vuelta |      |
| 13      | Seppo Kangasniemi   | Yamaha          | +1 Vuelta |      |
| 14      | Gerrit Veldink      | Suzuki          | +1 Vuelta |      |
| 15      | Lothar John         | Suzuki          | +1 Vuelta |      |
| 16      | Henk Klaassen       | Yamaha          | +1 Vuelta |      |
| 17      | Jerry Lancaster     | Suzuki          | +1 Vuelta |      |
| 18      | Cees Bouwmeester    | Suzuki          | +1 Vuelta |      |
| Ret     | Reinhard Hiller     | König           | Ret       |      |
| Ret     | Michel Rougerie     | Harley-Davidson | Ret       |      |
| Ret     | Bosse Granath       | Husqvarna       | Ret       |      |
| Ret     | Kaarlo Koivuniemi   | Kawasaki        | Ret       |      |
| Ret     | Roberto Gallina     | Paton           | Ret       |      |
| Ret     | Paul Eickelberg     | König           | Ret       |      |
| Ret     | Kurt-Ivan Carlsson  | Yamaha          | Ret       |      |
| Ret     | Ernst Hiller        | König           | Ret       |      |
| Ret     | Gyula Marsovszky    | Yamaha          | Ret       |      |
| Ret     | Giacomo Agostini    | MV Agusta       | Ret       |      |
| Fuente: |                     |                 |           |      |

## Resultados 350cc
El campeonato de 350 c.c, se presenta como el más disputado de la temporada con el finlandés Teuvo Länsivuori y en el italiano Giacomo Agostini como aspirantes. En esta ocasión, se llevó el gato al agua los pilotos de la escudería MV Agusta, que dominaron de principio a fin la carrera. Tanto que Agostini y Phil Read llegaron primero y segundo respectivamente, a más de 15 segundos de diferencia respecto al finlandés, que fue tercero.
| Pos. | Piloto               | Moto      | Tiempo    | Pts. |
| ---- | -------------------- | --------- | --------- | ---- |
| 1    | Giacomo Agostini     | MV Agusta | 50' 15" 9 | 15   |
| 2    | Phil Read            | MV Agusta | +0" 1     | 12   |
| 3    | Teuvo Länsivuori     | Yamaha    | +16" 4    | 10   |
| 4    | John Dodds           | Yamaha    |           | 8    |
| 5    | Dieter Braun         | Yamaha    |           | 6    |
| 6    | Kent Andersson       | Yamaha    |           | 5    |
| 7    | Eduardo Celso-Santos | Yamaha    |           | 4    |
| 8    | Billie Nelson        | Yamaha    |           | 3    |
| 9    | Mick Grant           | Yamaha    |           | 2    |
| 10   | Bruno Kneubühler     | Yamaha    |           | 1    |
| 11   | Marcel Ankoné        | Yamsel    |           |      |
| 12   | Kurt-Ivan Carlsson   | Yamaha    |           |      |
| 13   | Adrie van den Broeke | Yamaha    |           |      |
| 14   | Leo Bovee            | Yamaha    |           |      |
| 15   | Karl Auer            | Yamaha    |           |      |
| 16   | Hans Mühlebach       | MZ        |           |      |
| 17   | Gyula Marsovszky     | Yamaha    | +1 Vuelta |      |
| 18   | Bosse Granath        | Yamaha    | +1 Vuelta |      |
| Ret  | Wil Hartog           | Yamaha    | Ret       |      |
| Ret  | Rob Bron             | Yamaha    | Ret       |      |
| Ret  | Jan van Disseldorp   | Yamaha    | Ret       |      |
| Ret  | Silvio Grassetti     | MZ        | Ret       |      |
| Ret  | Sven-Olof Gunnarsson | Yamaha    | Ret       |      |
| Ret  | Werner Pfirter       | Yamaha    | Ret       |      |
| Ret  | Alan Barnett         | Yamsel    | Ret       |      |
| Ret  | Jerry Lancaster      | Yamaha    | Ret       |      |
| Ret  | János Drapál         | Yamaha    | Ret       |      |
| Ret  | Derek Chatterton     | Yamaha    | Ret       |      |
| DNQ  | Steve Ellis          | Yamaha    | DNQ       |      |

## Resultados 250cc
En el cuarto de litro, después de la desaparición del finlandés Jarno Saarinen, la categoría ha quedado muy decantada para el alemán Dieter Braun que lograba el segundo triunfo consecutivo después del conseguido en el Gran Premio de Yugoslavia, superando por más de medio minuto al segundo clasificado, el francés Michel Rougerie.
| Pos. | Piloto               | Moto            | Tiempo    | Pts. |
| ---- | -------------------- | --------------- | --------- | ---- |
| 1    | Dieter Braun         | Yamaha          | 51' 55" 1 | 15   |
| 2    | Michel Rougerie      | Harley-Davidson | +35" 8    | 12   |
| 3    | John Dodds           | Yamaha          | +37" 9    | 10   |
| 4    | Mick Grant           | Yamaha          |           | 8    |
| 5    | Chas Mortimer        | Yamaha          |           | 6    |
| 6    | Eduardo Celso-Santos | Yamaha          |           | 5    |
| 7    | Silvio Grassetti     | MZ              |           | 4    |
| 8    | Rob Bron             | Yamaha          |           | 3    |
| 9    | Christian Bourgeois  | Yamaha          |           | 2    |
| 10   | Matti Salonen        | Yamaha          |           | 1    |
| 11   | Adrie van den Broeke | Yamaha          |           |      |
| 12   | Nico van der Zanden  | Yamaha          |           |      |
| 13   | Víctor Palomo        | Yamaha          |           |      |
| 14   | Werner Pfirter       | Yamaha          |           |      |
| 15   | Cees Schermer        | Yamaha          |           |      |
| 16   | Lothar John          | Yamaha          |           |      |
| 17   | Werner Giger         | Yamaha          |           |      |
| Ret  | Teuvo Länsivuori     | Yamaha          | Ret       |      |
| Ret  | Roberto Gallina      | Yamaha          | Ret       |      |
| Ret  | Karl Auer            | Yamaha          | Ret       |      |
| Ret  | Ryszard Mankiewicz   | Yamaha          | Ret       |      |
| Ret  | Eric Offenstadt      | SHF             | Ret       |      |
| Ret  | Marcel Ankoné        | Yamsel          | Ret       |      |
| Ret  | Rolf Minhoff         | Yamaha          | Ret       |      |

## Resultados 125cc
En 125cc, la victoria fue para el italiano Eugenio Lazzarini que se aprovechaba del abandono por avería mecánica de Ángel Nieto, que había dominado los entrenamientos y iba destacado en la carrera. También quedó fuera de combate el líder de la clasificación, el sueco Kent Andersson.
| Pos. | Piloto                 | Moto        | Tiempo     | Pts. |
| ---- | ---------------------- | ----------- | ---------- | ---- |
| 1    | Eugenio Lazzarini      | Piovaticci  | 48' 36" 3  | 15   |
| 2    | Rolf Minhoff           | Maico       | +20" 8     | 12   |
| 3    | Chas Mortimer          | Yamaha      | +1' 16" 1  | 10   |
| 4    | Matti Salonen          | Yamaha      |            | 8    |
| 5    | Pentti Salonen         | Yamaha      |            | 6    |
| 6    | Ryszard Mankiewicz     | MZ          |            | 5    |
| 7    | Walter Rungg           | Maico       |            | 4    |
| 8    | Paul Eickelberg        | Maico       |            | 3    |
| 9    | Piet van den Goorbergh | Yamaha      |            | 2    |
| 10   | Henk van Kessel        | Yamaha      |            | 1    |
| 11   | Jos Schurgers          | Bridgestone |            |      |
| 12   | Börje Jansson          | Maico       | +2 Vueltas |      |
| Ret  | Kent Andersson         | Yamaha      | Ret        |      |
| Ret  | Ángel Nieto            | Morbidelli  | Ret        |      |
| Ret  | Otello Buscherini      | Malanca     | Ret        |      |
| Ret  | Jan Kostwinder         | Yamaha      | Ret        |      |
| Ret  | Aart Valster           | Yamaha      | Ret        |      |
| Ret  | Jan Huberts            | MZ          | Ret        |      |
| Ret  | Jan Warners            | Yamaha      | Ret        |      |
| Ret  | Cees van Dongen        | Yamaha      | Ret        |      |
| Ret  | Thierry Tcherine       | Yamaha      | Ret        |      |
| Ret  | Gunter Fisher          | Maico       | Ret        |      |
| Ret  | Horst Seel             | Maico       | Ret        |      |
| Ret  | Herbert Rittberger     | Yamaha      | Ret        |      |
| Ret  | Seppo Kangasniemi      | Maico       | Ret        |      |
| Ret  | Oronzo Memola          | Yamaha      | Ret        |      |
| Ret  | Harald Bartol          | Suzuki      | Ret        |      |
| Ret  | Hans-Jürgen Hummel     | Yamaha      | Ret        |      |

## Resultados 50cc
Nuevamente, una avería mecánica apartó de la victoria al holandés Jan de Vries, con el agravante que esta vez lo hacía delante de su público. El actual subcampeón mundial y máximo favorito al título vio obligado a abandonar en la segunda vuelta. A partir de este momento. el suizo Bruno Kneubühler no tuvo ningún inconveniente en adjudicarse la victoria.
| Pos. | Piloto             | Moto        | Tiempo    | Pts. |
| ---- | ------------------ | ----------- | --------- | ---- |
| 1    | Bruno Kneubühler   | Kreidler    | 30' 02" 2 | 15   |
| 2    | Theo Timmer        | Jamathi     | +8" 5     | 12   |
| 3    | Gerhard Thurow     | Kreidler    | +16" 8    | 10   |
| 4    | Jan Bruins         | Monark      |           | 8    |
| 5    | Lars Persson       | Monark      |           | 6    |
| 6    | Jan Huberts        | Kreidler    |           | 5    |
| 7    | Nico Polane        | Roton       |           | 4    |
| 8    | Ton Kooyman        | Hemeyla     |           | 3    |
| 9    | Jürgen Roller      | Kreidler    |           | 2    |
| 10   | Herbert Rittberger | Kreidler    |           | 1    |
| 11   | Wolfgang Gedlich   | Kreidler    |           |      |
| 12   | Siegfried Lohmann  | Kreidler    |           |      |
| 13   | Walter Däuwel      | Kreidler    |           |      |
| 14   | John Koster        | Roton       |           |      |
| 15   | Hans-Jürgen Hummel | Kreidler    | +1 Vuelta |      |
| 16   | Willem Koerhuis    | Kreidler    | +1 Vuelta |      |
| 17   | Ulrich Graf        | Kreidler    | +1 Vuelta |      |
| 18   | Mike Greenwood     | Derbi       | +1 Vuelta |      |
| Ret  | Henk van Kessel    | Kreidler    | Ret       |      |
| Ret  | Cees van Dongen    | Kreidler    | Ret       |      |
| Ret  | Jan de Vries       | Kreidler    | Ret       |      |
| Ret  | Piet Pecht         | Roton       | Ret       |      |
| Ret  | Rudolf Kunz        | Kreidler    | Ret       |      |
| Ret  | Harald Bartol      | Kreidler    | Ret       |      |
| Ret  | Ronald Cogger      | Kreidler    | Ret       |      |
| Ret  | Terry Keane        | Meurs Spec. | Ret       |      |
| Ret  | Nigel Stone        | Jamathi     | Ret       |      |